# (21903) Wallace
(21903) Wallace (1999 VE12) – planetoida z grupy pasa głównego asteroid okrążająca Słońce w ciągu 5,33 lat w średniej odległości 3,05 j.a. Odkryta 10 listopada 1999 roku.